# Протонамјесник
Протонамјесник је мирски презвитерски чин у Православној цркви.
Овај чин одговара монашком презвитерском чину синђела. У Православној српској цркви, ово одликовање даје архијереј оним лицима која имају до двадесет година свештеничке службе, а која су се истакла својим радом и залагањем у Цркви. Протонамјесник значи протојерејев замјеник. Он има право да носи црвени појас.